# Acantholycosa sayanensis
Acantholycosa sayanensis là một loài nhện trong họ Lycosidae.
Loài này thuộc chi Acantholycosa. Acantholycosa sayanensis được Yuri M. Marusik, Azarkina & Koponen miêu tả năm 2004.